# Аветисян Мінас Карапетович

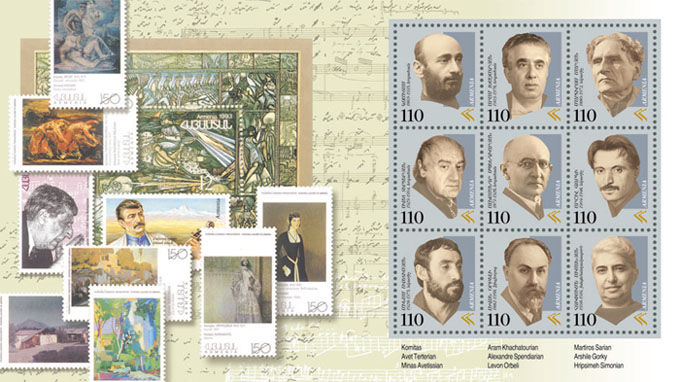
Комітас, Хачатурян, Сар'ян, Тертерян, Спендіарян, Горкі, Аветисян, Орбелі, Симонян

Міна́с Карапе́тович Аветися́н (вірм. Մինաս Ավետիսյան; 20 липня 1928, с. Джаджур, Ахурянський район, Вірменська РСР — 24 лютого 1975, Єреван, Вірменська РСР) — вірменський художник.
Між 1960 та 1975 роками Аветисян створив близько 500 полотен, майже стільки ж рисунків, 20 великих фресок і проектів для більш ніж десяти театральних вистав. Його мистецтво зайняло почесне місце в історії світового живопису.
Спітакський землетрус 1988 року знищив частину його фресок в Гюмрі та будинок-музей художника в його рідному селі Джаджур.

## Біографія
Народився в селянській сім'ї.
- 1947—1952 — навчався в Єреванському художньому училище імені Фаноса Терлемезяна.
- 1952—1954 — навчався в Єреванському художньо-театральному інституті.
- 1952—1954 — навчався в Ленінградському інституті живопису, скульптури і архітектури імені І. Ю. Рєпіна, де одним з його головних вчителів був Б. В. Йогансон.
- З 1960 — жив у Єревані.
- 1962 — експозиція «П'ять художників» в Єревані, яка принесла йому популярність.
- 1968 — звання Заслуженого художника Вірменії.
- 2 січня 1972 — пожежа в майстерні художника в Єревані.

Загинув при наїзді автомобіля на тротуар 24 лютого 1975 року. Багато людей вважають що Мінас був вбитий

## Пам'ять
- В 2000 році була видана поштова марка Вірменії, присвячена Аветисяну.
- Аветисяну присвячена друга частина віршованої дилогії «Вірменія» (1983) російської поетеси Юнни Моріц (перша частина цієї дилогії присвячена поету Паруйру Севаку).

## Творчість
В зрілих творах Мінаса Аветисяна, колористично-контрастних, написаних великим експресивним мазком, знайшли нове життя принципи фовізму. Помітний відгук в його творах знайшли і традиції закавказького середньовічного мистецтва. Роботи майстра, які поєднують особливу кольоронасиченість з епічним драматизмом образного ладу — пейзажі, автопортрети, жанрово-символічні сільські мотиви — сприймались на офіційних виставках як прориви до свободи естетичного самовираження. Тим самим Мінас Аветисян, хоча і тяжіючи в цілому скоріше до французького модерну і ранньому авангарду початку XX століття, зближувався із сучасним йому російським «суворим стилем». Успішно виступав також як театральний художник і живописець-монументаліст.

## Роботи
- Пекут лаваш, 1972 — Єреванський Музей сучасного мистецтва.
- Бесіда,1973-Приватна колекція-
- Пейзаж з хачкарами, 1974 — Єреванський Музей сучасного мистецтва.
- Сценографія балету Гаяне А. Хачатуряна в Театрі опери та балету імені А. Спендіарова, 1974.
- Розписи заводських інтер'єрів в Гюмрі, 1970—1974.

## У кіно
- Колір вірменської землі (1969) — вперше знятий на кінострічку у фільмі друга, режисера Михаїла Вартанова.
- Мінас. Реквієм (1989).